# Musée rochelais d’histoire protestante
Le musée rochelais d’histoire protestante est un musée français consacré à l'histoire du protestantisme à La Rochelle et dans la région. Il est installé dans une annexe du temple protestant de La Rochelle, 2 rue Saint-Michel.

## Histoire
Le musée est fondé en 1931 par le pasteur Samuel Eynard. Il est entièrement rénové en 1995.

## Collections

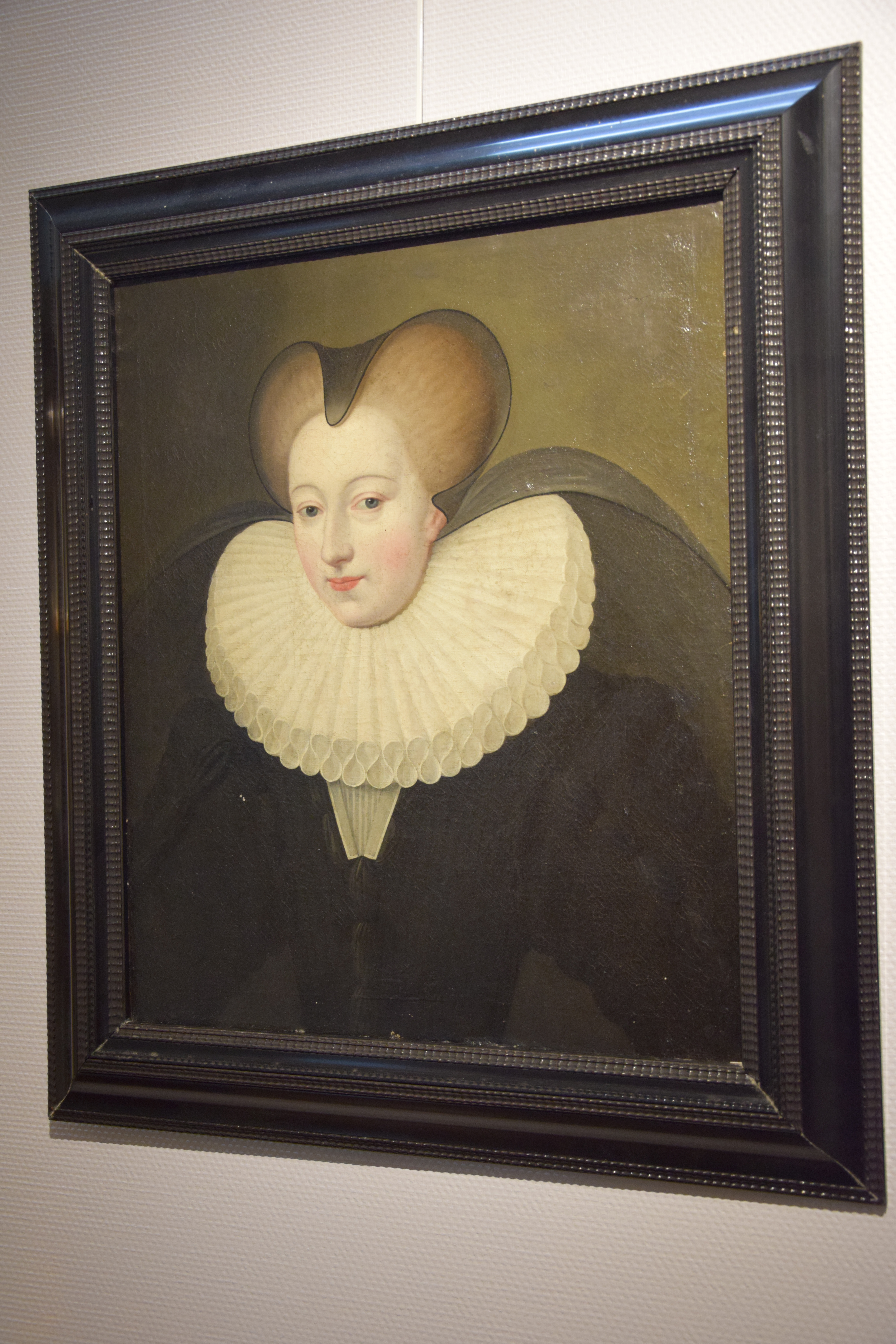
Portrait de Catherine de Parthenay.

Le musée retrace l'Histoire religieuse du protestantisme de l'Aunis à la Saintonge au travers, principalement, d'une collection du pasteur Samuel Eynard, y compris quelques œuvres de Jean Calvin,,. La première salle expose le développement des idées protestantes à la Renaissance, avec la Réforme protestante, la deuxième salle le temps des persécutions et du Désert après la révocation de l'édit de Nantes, et la troisième salle l'histoire moderne et contemporaine du protestantisme à La Rochelle.